# Kishida Fumio
Kishida Fumio (岸田 文雄 (Ngạn-Điền Văn-Hùng)  sinh ngày 29 tháng 7 năm 1957) là một chính trị gia người Nhật Bản. Ông từng là Thủ tướng Nhật Bản thứ 100 và 101 cùng với chức Chủ tịch Đảng Dân chủ Tự do và là đảng viên Đảng Dân chủ Tự do trong Quốc hội Nhật Bản, thuộc Chúng Nghị viện. Ông từng giữ chức Quốc vụ khanh Okinawa và Lãnh thổ phương Bắc sự vụ, chính sách khoa học và công nghệ, chính sách chất lượng sống và cải cách quy định, sau đó là Bộ trưởng Ngoại giao kiêm Bộ trưởng Bộ Quốc phòng. Ông đã giành chiến thắng trong cuộc bầu cử lãnh đạo Đảng Dân chủ Tự do năm 2021 và đã được Nghị viện bầu làm Thủ tướng vào ngày 4 tháng 10 năm 2021. Kishida đã được mô tả là một chính trị gia ôn hòa trong Đảng Dân chủ Tự do và đã tuyên bố rằng chức vụ thủ tướng của ông sẽ tập trung vào một "mô hình mới của chủ nghĩa tư bản", bằng cách tìm cách thực hiện chính sách phân phối lại để mở rộng tầng lớp trung lưu. Về chính sách đối ngoại, ông có kế hoạch tiếp tục củng cố Đối thoại Tứ giác An ninh để theo đuổi chiến lược Ấn Độ Dương-Thái Bình Dương tự do và rộng mở.

## Thân thế
Kishida sinh ngày 29 tháng 7 năm 1957 trong một gia đình từng tham chính tại địa phương Minami. Cha của ông là Kishida Fumitake là một quan chức chính phủ trong Bộ Kinh tế, Thương mại và Công nghiệp và là giám đốc của Cơ quan Doanh nghiệp Vừa và Nhỏ. Vì gia đình Kishida đến từ Hiroshima, gia đình này trở lại đó vào mỗi mùa hè. Nhiều thành viên của gia đình Kishida đã chết trong vụ đánh bom nguyên tử và Fumio lớn lên được nghe những câu chuyện từ những người sống sót sau vụ bom nguyên tử. Cha và ông nội đều là dân biểu trong Quốc hội. Gia đình Kishida cũng có họ với Thủ tướng Miyazawa Kiichi. Ông tốt nghiệp ngành Luật tại Đại học Waseda năm 1982.
Ông đã đến P.S. 013 Clement C. Moore trường tiểu học trong khu phố Elmhurst của quận Queens, New York, bởi vì cha anh ấy đã được đưa vào làm việc ở Hoa Kỳ vào thời điểm đó. Ông theo học tại trường tiểu học Kōjimachi và trường trung học cơ sở Kōjimachi. Kishida tốt nghiệp Học viện Kaisei, nơi anh cũng chơi trong đội bóng chày.
Sau nhiều lần bị Đại học Tokyo từ chối, Kishida theo học luật tại Đại học Waseda và tốt nghiệp năm 1982. Tại Waseda, ông là bạn với chính trị gia tương lai Iwaya Takeshi.

## Sự nghiệp

### Sự nghiệp ban đầu
Sau khi làm việc tại Ngân hàng Tín dụng dài hạn Nhật Bản và làm thư ký cho một dân biểu trong Quốc hội Nhật Bản, tháng 7 năm 1993, Kishida đắc cử vào Chúng Nghị chín kỳ, làm dân biểu đại diện Đơn vị bầu cử số 1, Hiroshima. Ông giữ chức Chủ tịch Ủy ban Sự vụ Quốc hội của Đảng Dân chủ Tự do cho đến tháng 9 năm 2012. Trong Đảng Dân chủ Tự do, ông là nhân vật gần gũi với chính trị gia Koga Makoto. Tháng 10 năm 2012, Kishida nắm quyền kiểm soát phe của Koga. Đảng vụ gần đây nhất Kishida được giao phó là chủ tịch các văn phòng phục hưng kinh tế Nhật Bản.

### Sự nghiệp bộ trưởng
Kishida là Quốc vụ khanh Các vấn đề Okinawa từ 2007 đến 2008, lần đầu là trong nội các của Abe Shinzō, sau đó là trong nội các của Fukuda Yasuo. Sau đó, ông được bổ nhiệm làm Quốc vụ khanh Các vấn đề Người tiêu dụng và An toàn thực phẩm trong nội các Fukuda vào năm 2008. Kishida cũng từng là Quốc vụ khanh Khoa học và Công nghệ trong nội các Fukuda. Ông thân thiết với Koga Makoto, hội trưởng của phe Kōchikai, một trong những người lớn tuổi nhất bên trong LDP, và nắm quyền kiểm soát nó vào tháng 10 năm 2012 sau khi Koga Makoto tuyên bố từ giã chính trường. Ngày 26 tháng 12 năm 2012, ông trở thành Bộ trưởng Bộ Ngoại giao trong nội các của Thủ tướng Abe.

## Ngoại trưởng (2012-2017)

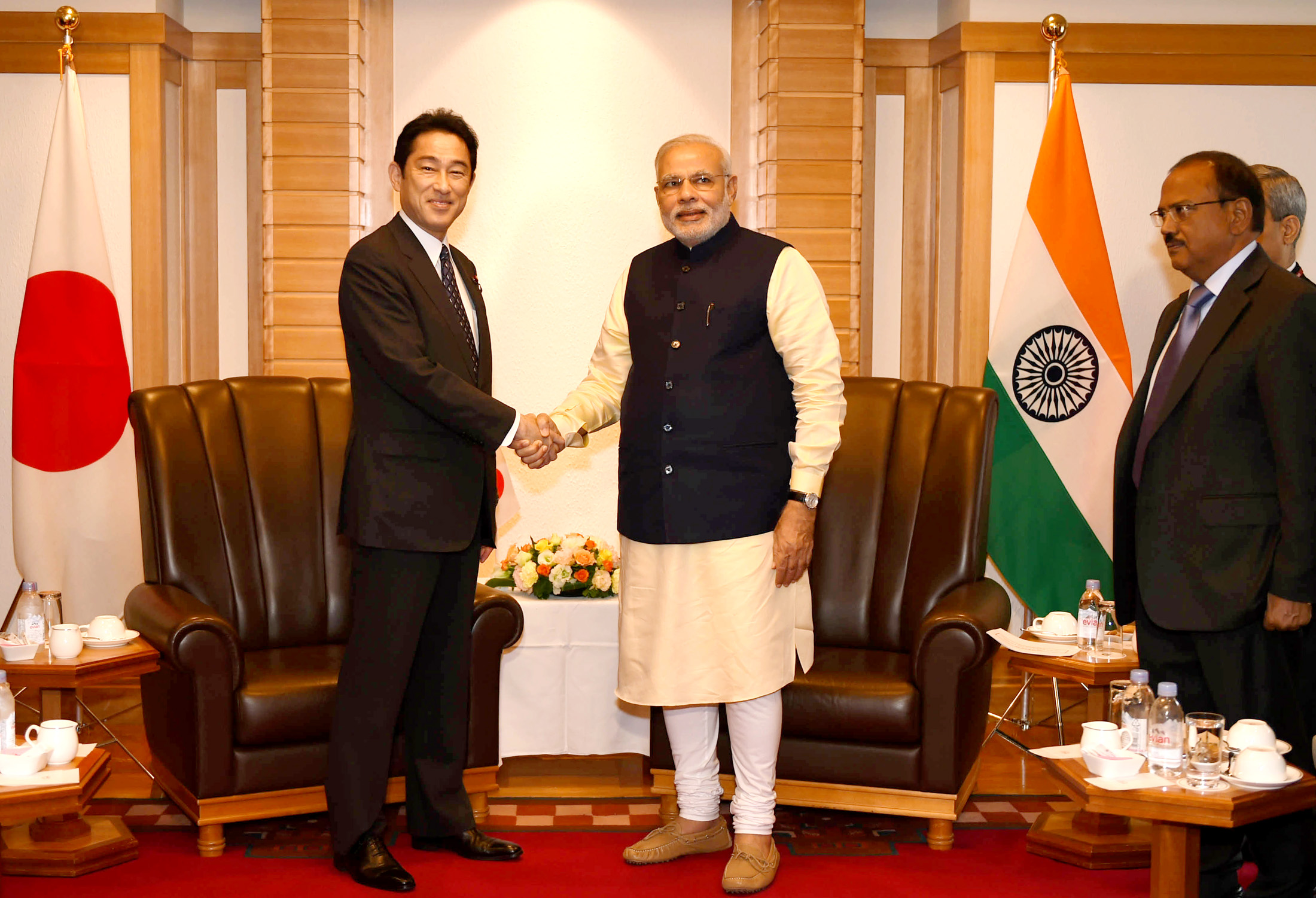
Kishida và Thủ tướng Ấn Độ Narendra Modi, tháng 9 năm 2014

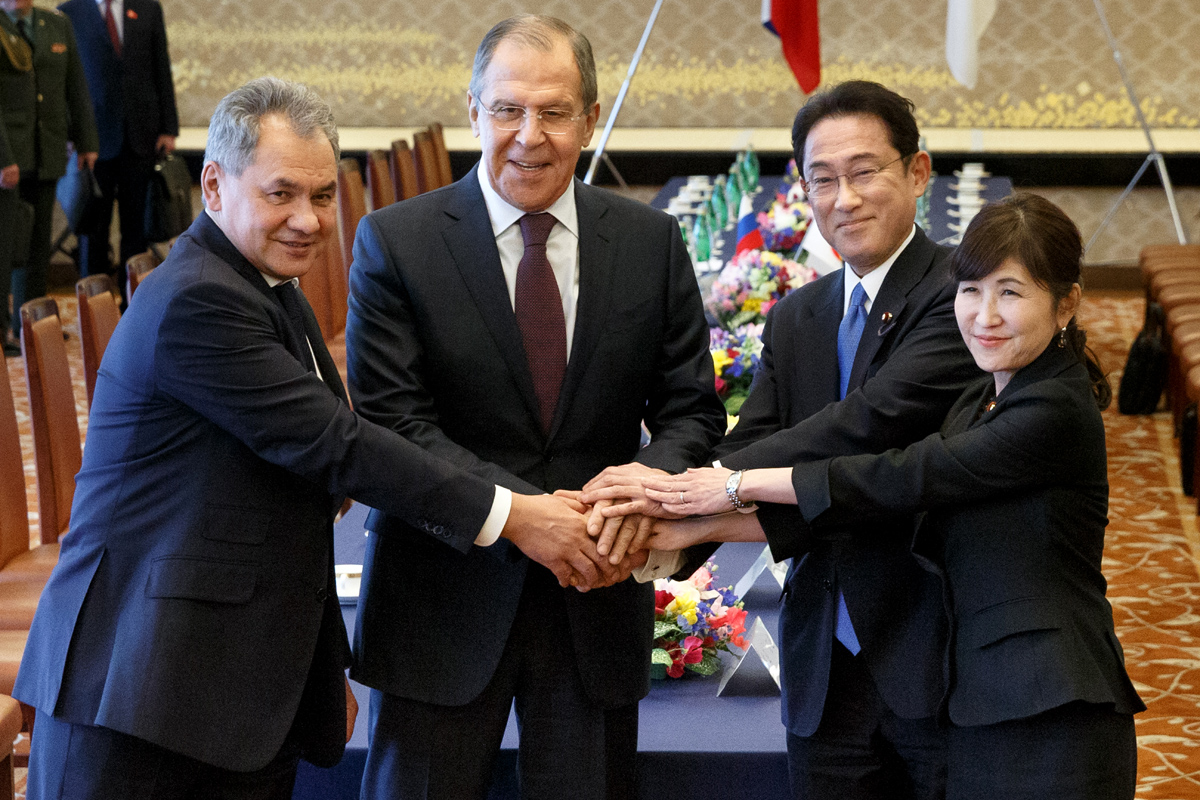
Kishida với Bộ trưởng Ngoại giao Nga Sergey Lavrov và Bộ trưởng Quốc phòng Nga Sergei Shoigu vào tháng 3 năm 2017

Sau chiến thắng của LDP trong Tổng tuyển cử Nhật Bản 2012, Kishida được bổ nhiệm làm ngoại trưởng trong Nội các của Thủ tướng Abe Shinzō vào ngày 26 tháng 12 năm 2012. Ông trở thành ngoại trưởng tại vị lâu nhất trong lịch sử thời hậu chiến, vượt qua cả cha của Abe là Abe Shintarō.
Ngày 28 tháng 12 năm 2015, Kishida đã tổ chức cuộc gặp giữa Bộ trưởng Ngoại giao với Bộ trưởng Ngoại giao Hàn Quốc Yun Byung-se tại Seoul và chính phủ Nhật Bản đã quyên góp 1 tỷ yên cho một quỹ do chính phủ Hàn Quốc thành lập để hỗ trợ những phụ nữ giải khuây trước đây đã đạt được thỏa thuận giữa Nhật Bản và Hàn Quốc để giải quyết vấn đề nhưng cuối cùng kết quả không thể đảo ngược. Ông đã giúp sắp xếp chuyến thăm lịch sử của Tổng thống Hoa Kỳ Barack Obama đến Hiroshima vào tháng 5 năm 2016 và gây chú ý vào năm 2017 khi ông xuất hiện cùng với diễn viên hài Piko Taro để quảng bá một chương trình của Liên hợp quốc.
Ông không ủng hộ việc Abe bổ nhiệm Nikai Toshihiro làm tổng thư ký LDP vào năm 2016 theo mong muốn của chính phe Kishida, được coi là một nỗ lực nhằm ngăn chặn sự thay đổi thế hệ trong LDP.
Năm 2017, Kishida rời Nội các để đảm nhận chức chủ tịch Hội đồng Nghiên cứu Chính sách LDP, một vị trí theo truyền thống được coi là bàn đạp để lãnh đạo đảng. Ông tìm kiếm vị trí này để cải thiện cơ hội kế nhiệm Abe, vì chức vụ ngoại trưởng có ảnh hưởng tương đối ít trong đảng.
Kishida đã cân nhắc tranh cử trong Cuộc Bầu cử Chủ tịch LDP năm 2018, nhưng ông đã bị Abe thuyết phục không tranh cử, với gợi ý rằng Abe sau này sẽ ủng hộ Kishida làm người kế nhiệm. Vào giữa năm 2020, một số nhà lập pháp cấp cao của LDP đã chuyển sự ủng hộ của họ từ Kishida sang Chánh văn phòng Nội các Suga Yoshihide. Phó Thủ tướng Asō Tarō chi trả kích thích cho các hộ gia đình trong Đại dịch COVID-19. Sau khi Suga giành chiến thắng trong Cuộc Bầu cử Chủ tịch LDP năm 2020 và trở thành Thủ tướng, Kishida không được đề nghị một vị trí nào trong nội các của Suga, mặc dù phe của ông đã giành được hai ghế trong nội các.

## Thủ tướng (2021-2024)

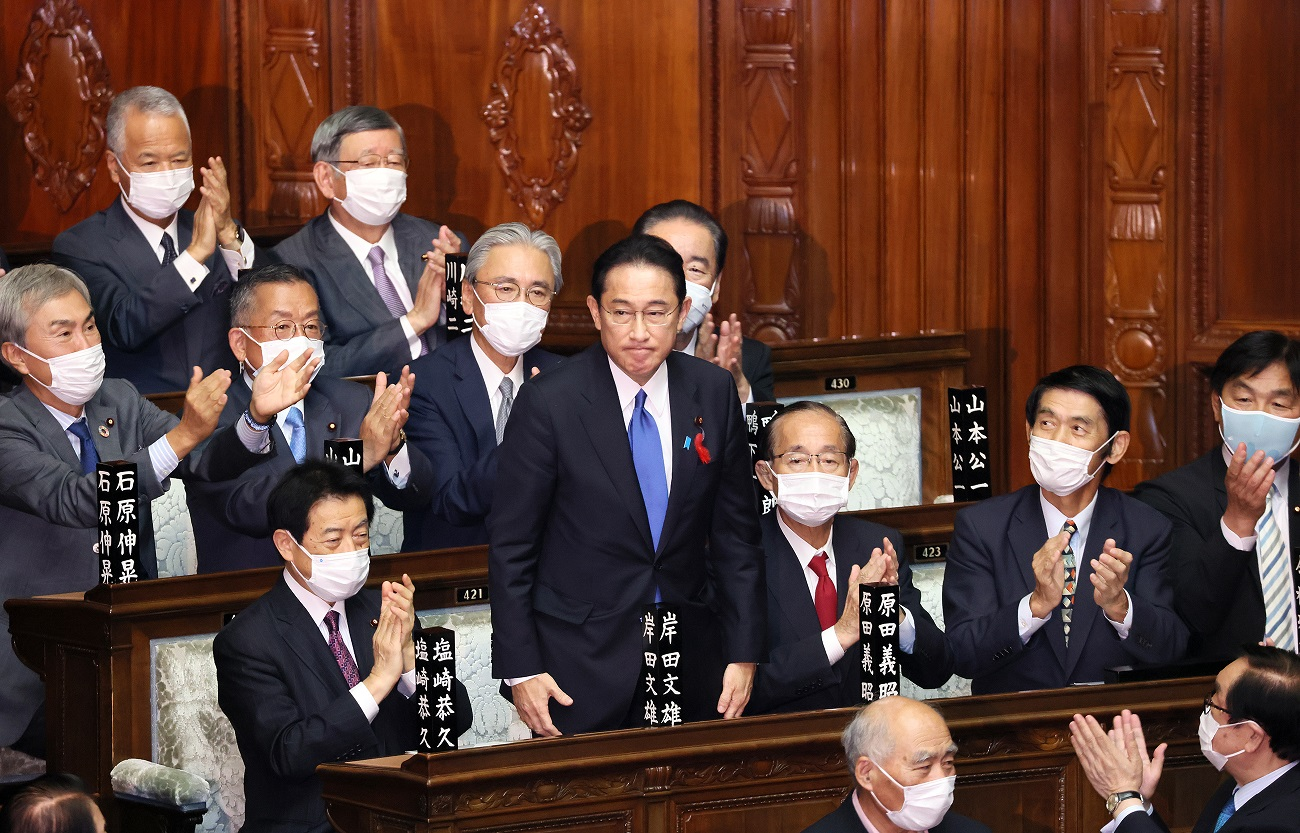
Kishida đắc cử chức Thủ tướng tại Chúng nghị viện vào ngày 4 tháng 10 năm 2021.

Vào ngày 29 tháng 9 năm 2021, Kishida đã đánh bại Kōno Tarō trong một cuộc bỏ phiếu bầu người lãnh đạo của Đảng Dân chủ Tự do (Nhật Bản) (LDP) và thay thế lãnh đạo đảng sắp mãn nhiệm là Suga Yoshihide. Ông đã nhận được tổng cộng 257 phiếu bầu, từ 249 thành viên quốc hội và 8 thành viên Hội đồng các quận, để trở thành Thủ tướng tiếp theo của Nhật Bản. Nội các Kishida lần 1, nhậm chức vào ngày 4 tháng 10 năm 2021, bao gồm 21 thành viên, trong đó có 13 người tham gia Nội các lần đầu tiên đồng thời bao gồm 2 nhân vật cũ là Motegi Toshimitsu và Kishi Nobuo người được giữ lại từ nội các trước dưới thời Suga. Kishida tuyên bố ông sẽ tổ chức tổng tuyển cử vào ngày 31 tháng 10 năm 2021.

### Tổng tuyển cử và Nội các thứ hai
Sau tổng tuyển cử Nhật Bản 2021, Kishida vẫn giữ vị trí thủ tướng mặc dù LDP mất 25 ghế. Ông thành lập Nội các Kishida lần 2 bằng cách thay thế Motegi Toshimitsu bằng Hayashi Yoshimasa làm Bộ trưởng Ngoại giao; Motegi trở thành Tổng thư ký của đảng.

### Chính sách đối nội

#### Kinh tế
Vào tháng 12 năm 2022, Kishida đã chỉ thị cho chính phủ của mình tăng "chi tiêu liên quan đến an ninh quốc gia" lên 2% GDP của Nhật Bản, đồng thời tăng ngân sách quân sự từ 5,4 nghìn tỷ yên (40 tỷ USD) vào năm 2022 lên 8,9 nghìn tỷ yên (66 tỷ USD) vào năm 2027, tăng 65%. Điều này sẽ dẫn đến tổng chi tiêu khoảng 43 nghìn tỷ yên (321 tỷ USD) trong giai đoạn 2023-2027, tăng 56% so với giai đoạn 2019-2023.
Kishida đã bổ nhiệm Ueda Kazuo làm Thống đốc Ngân hàng Nhật Bản vào tháng 4 năm 2023, người đã tuyên bố rằng ông dự định tiếp tục chính sách tiền tệ cực kỳ dễ dàng do Thống đốc sắp mãn nhiệm Kuroda Haruhiko đưa ra. Một vài tuần trước cuộc cải tổ nội các tiếp theo, Kishida tuyên bố ông muốn tăng mức lương tối thiểu theo giờ ở Nhật Bản lên khoảng ¥1.500 ($10,29) vào năm 2030.

#### Đại dịch COVID-19
Kishida đã có bài phát biểu đầu tiên trên cương vị thủ tướng vào ngày 8 tháng 10 năm 2021, thề chiến đấu và chấm dứt đại dịch COVID-19 ở Nhật Bản cũng như công bố các biện pháp chống lại các mối đe dọa mà Trung Quốc và Triều Tiên nhận thấy.
Vào ngày 13 tháng 3 năm 2023, chính phủ Kishida đã chấm dứt yêu cầu công dân đeo khẩu trang ở nơi công cộng, một chính sách được khởi xướng để chống lại đại dịch COVID-19 tại Nhật Bản đã được đưa ra 3 năm trước đó. Vào ngày 27 tháng 4, Bộ trưởng Y tế của Kishida, Katō Katsunobu, đã thông báo rằng chính phủ sẽ hạ cấp phân loại của COVID-19 xuống ngang bằng với "cúm theo mùa", bằng cách 8 tháng 5.
Phản ứng của giới truyền thông đối với các chính sách COVID của Kishida là trái chiều, với cảnh báo của Shimbun Mainichi rằng việc hạ cấp phân loại COVID có thể dẫn đến "sự sụp đổ" của hệ thống y tế của Okinawa trong thời kỳ bùng phát dịch bệnh vào tháng 6 năm 2023.

#### Chăm sóc trẻ em
Kishida đặt việc chăm sóc trẻ em là ưu tiên hàng đầu của chính phủ cho năm 2023. Ông nhấn mạnh những hậu quả tiềm tàng của việc giảm tỷ lệ sinh ở Nhật Bản và tuyên bố rằng chính quyền của ông sẽ tăng tiền trợ cấp trẻ em cho cha mẹ. Ông công bố kế hoạch tăng gấp đôi ngân sách liên quan đến trẻ em của đất nước vào tháng 6 năm 2023 và chỉ thị cho các bộ trưởng trong chính phủ vạch ra các kế hoạch chăm sóc trẻ em vào cuối tháng 3 năm 2023.

#### Quốc phòng
Vào tháng 11 năm 2022, Kishida đã chỉ thị cho chính phủ của mình tăng chi tiêu quân sự lên 2% GDP của Nhật Bản, tăng từ 1% trước đó, đến năm 2027. Ông đã đặt mục tiêu tăng ngân sách quốc phòng của nước này lên khoảng 43.000 tỉ yên (318 tỉ USD) từ tài khóa 2023 đến tài khóa 2027, tăng hơn 50% so với kế hoạch chi tiêu 5 năm hiện nay. Điều này có thể làm gia tăng những quan ngại rằng việc Nhật tăng ngân sách quốc phòng nhanh chóng có thể khiến các nước láng giềng khó chịu, chẳng hạn như Trung Quốc và Triều Tiên, vì Bắc Kinh đang mở rộng ảnh hưởng quân sự ở khu vực châu Á-Thái Bình Dương và Bình Nhưỡng đang theo đuổi tham vọng về tên lửa và hạt nhân. Với kế hoạch tăng ngân sách nêu trên, Nhật Bản sẽ xếp ở vị trí thứ ba trong danh sách những quốc gia chi tiêu mạnh tay nhất cho quốc phòng, chỉ sau Mỹ và Trung Quốc.

#### Xả nước tại Fukushima
Vào tháng 4 năm 2021, chính phủ Suga Yoshihide, người tiền nhiệm của Kishida, đã thông báo rằng Công ty Điện lực Tokyo (TEPCO) cuối cùng sẽ bắt đầu xả nước được lưu trữ và xử lý từ nhà máy hạt nhân Fukushima xuống biển, một quá trình sẽ mất 30 năm. chính phủ của Kishida xác nhận rằng họ sẽ tiếp tục xả nước vào tháng 8 năm 2023. Tiến hành đổ nước, chính phủ Kishida đã đạt được thỏa thuận với Cơ quan Năng lượng Nguyên tử Quốc tế (IAEA) về mức tritium trong nước lưu trữ sẽ được thải ra và nhận được một báo cáo toàn diện khẳng định sự an toàn của hoạt động của Rafael Grossi, Tổng thư ký IAEA, vào tháng 7 năm 2023. Cuối tháng 8, Grossi tuyên bố rằng hàm lượng tritium thấp hơn rất nhiều so với tiêu chuẩn an toàn do IAEA khuyến nghị và xác nhận nước không độc hại. Trước khi đổ rác, Bộ Môi trường xác nhận các tiêu chuẩn của IAEA đang được tuân thủ và mức độ phóng xạ tritium trong nước sẽ vẫn thấp hơn quy định pha loãng của IAEA. TEPCO thông báo rằng việc đổ rác đã bắt đầu vào ngày 24 tháng 8 năm 2023, bắt đầu xả nước. Không có lỗi nào được báo cáo trong bản phát hành.

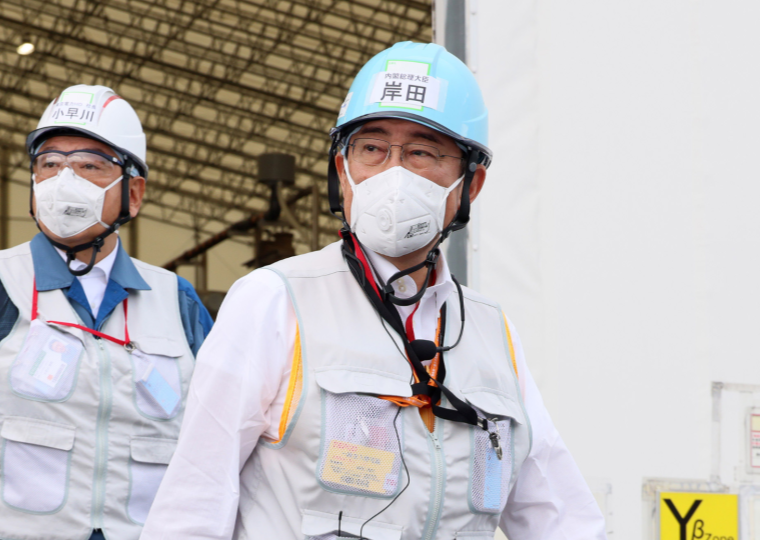
Kishida kiểm tra Nhà máy hạt nhân Fukushima, ngày 20 tháng 8 năm 2023.

Sau thông báo xả nước, đã có những phản hồi tích cực và tiêu cực từ cả trong nước và quốc tế. Các tổ chức trong nước, chẳng hạn như Liên đoàn các Hiệp hội Hợp tác Thủy sản Quốc gia, đã phản đối kế hoạch này. Phản ứng dữ dội từ nước ngoài mạnh mẽ nhất đến từ Trung Quốc, quốc gia phản đối việc bán phá giá. Chính phủ Trung Quốc đã ban hành lệnh cấm hoàn toàn đối với tất cả các sản phẩm cá của Nhật Bản, sản phẩm chiếm tỷ trọng lớn nhất trong xuất khẩu cá của Nhật Bản. Trung Quốc bị chỉ trích nặng nề vì lệnh cấm, đồng thời bị cáo buộc đạo đức giả và truyền bá thông tin sai lệch, vì trước đó họ đã thải ra nước thải hạt nhân có chứa hàm lượng tritium cao hơn đáng kể. Trong những ngày sau khi phát hành, một số cuộc điện thoại liên quan đến việc xả nước từ những người nói tiếng Trung Quốc đã được thực hiện nhằm quấy rối người dân, công ty và cơ quan chính phủ ở Nhật Bản. Kishida cho biết các cuộc gọi là "đáng trách" và kêu gọi Trung Quốc thúc giục chính phủ yêu cầu công dân của họ ngừng các cuộc gọi quấy rối. Các cuộc điện thoại diễn ra khi các cuộc biểu tình xảy ra ở Trung Quốc cũng như ở Hàn Quốc và Nhật Bản. Bộ Ngoại giao đã ban hành khuyến cáo du lịch kêu gọi công dân Nhật Bản thận trọng ở Trung Quốc, với lý do tình trạng quấy rối và biểu tình bạo lực leo thang. Bà Takaichi Sanae, Bộ trưởng Bộ An ninh Kinh tế, cho biết chính phủ sẽ xem xét việc nộp đơn khiếu nại Tổ chức Thương mại Thế giới để đáp lại lệnh cấm nhập khẩu do Trung Quốc áp đặt. Hoa Kỳ khẳng định ủng hộ việc xả nước; Đại sứ Mỹ Rahm Emanuel thậm chí còn đến thăm Fukushima và ăn hải sản để thể hiện sự ủng hộ. Tại Hàn Quốc, nhiều cuộc biểu tình đã được tổ chức chống lại quyết định này. Tuy nhiên, chính phủ Hàn Quốc không phản đối kế hoạch này và Tổng thống Yoon cũng ăn hải sản từ Fukushima để động viên người khác rằng nó an toàn.
Trong giai đoạn đầu phát hành, Bộ Môi trường đã tiến hành nhiều cuộc kiểm tra liên quan đến hàm lượng tritium trong nước cũng như trong cá và cho biết mức độ này vẫn ở mức thấp. Những tác động lên thị trường cá dự kiến sẽ rất nghiêm trọng và Kishida hứa sẽ hỗ trợ tài chính cho nghề cá địa phương. Vào ngày 30 tháng 8, Kishida cùng với ba bộ trưởng nội các đã công khai ăn sashimi cá từ Fukushima trong nỗ lực xóa tan nỗi lo ô nhiễm phóng xạ. Ông gọi nó "an toàn và ngon miệng".

### Vụ ám sát Abe Shinzō

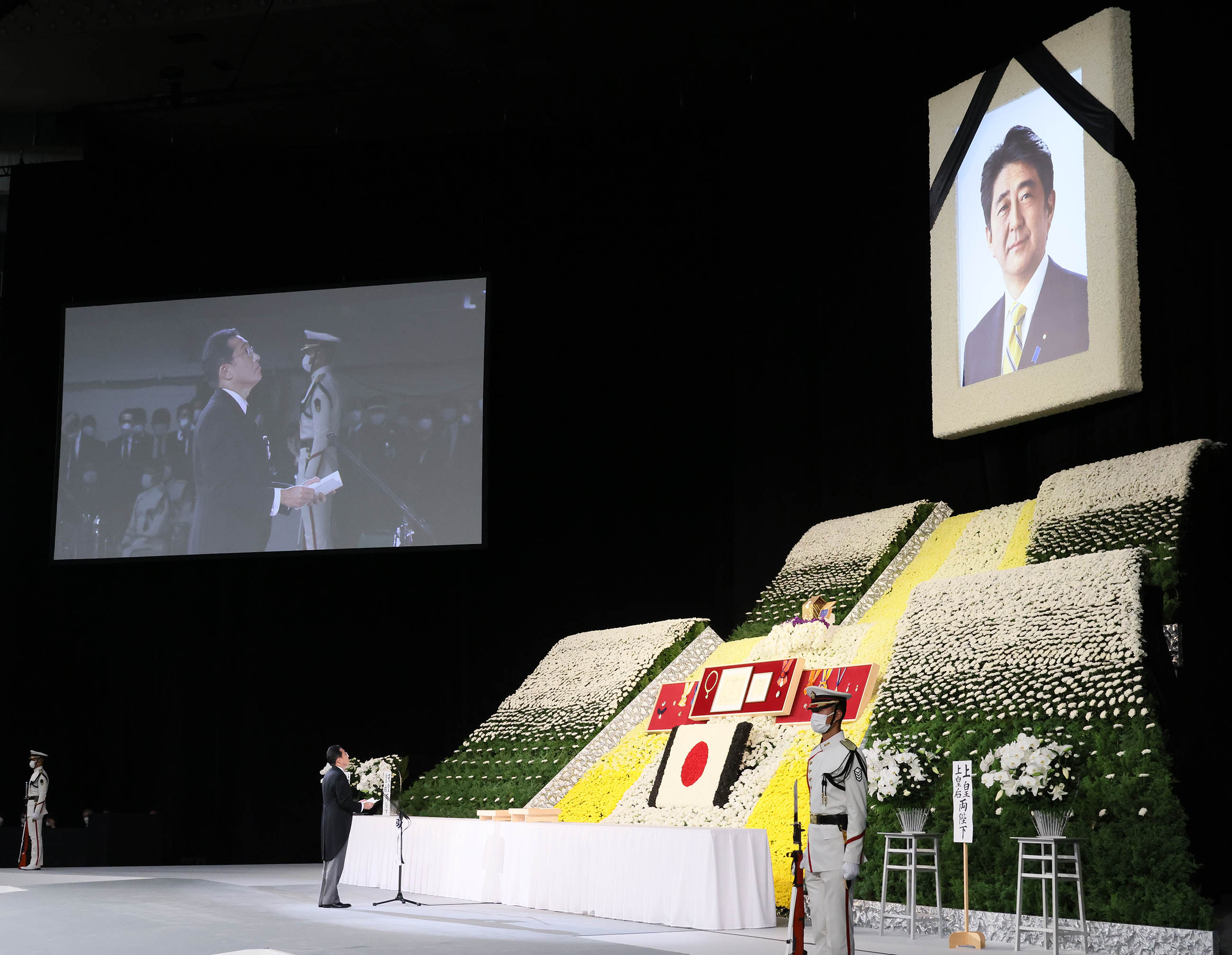
Kishida phát biểu tưởng niệm tại lễ quốc tang Abe Shinzō

Sau vụ ám sát Abe Shinzō vào ngày 8 tháng 7 năm 2022, Kishida lên án vụ ám sát, nhưng từ chối đình chỉ vận động chính trị để chứng minh rằng nền dân chủ sẽ không bị bạo lực cản trở. Sau đó ông đổ lỗi cho cảnh sát không đủ bảo vệ để cho phép vụ giết người xảy ra. Kishida đã cải tổ lại Nội các của mình vào ngày 10 tháng 8 năm 2022, bao gồm việc loại bỏ em trai của Abe, Kishi Nobuo, khỏi vai trò Bộ trưởng Quốc phòng. Trong khi phần lớn các thành viên của LDP, bao gồm Abe Shinzo và Kishi Nobuo, có liên quan đến nhà thờ ở nhiều mức độ khác nhau, bản thân Kishida được coi là vô tội trong vấn đề này. Tuy nhiên, nó đã được báo cáo trong số ra ngày 1 tháng 9 của Shūkan Bunshun rằng Nakayama Mineo, chủ tịch của một nhóm ở Kumamoto vì ủng hộ việc đấu thầu chức thủ tướng của Kishida cũng là chủ tịch của một nhóm liên kết với Giáo hội Thống nhất đang vận động xây dựng Đường hầm dưới biển Nhật Bản-Hàn Quốc. Cả Kishida và Nakayama đều phủ nhận bất kỳ thông tin nào về việc nhóm vận động đường hầm có liên quan đến Giáo hội Thống nhất.
Vào ngày 4 tháng 12 năm 2023, Kishida phủ nhận việc biết về sự liên quan của Newt Gingrich và Kajikuri Masayoshi với Giáo hội Thống nhất trong cuộc họp vào tháng 10 năm 2019, do Abe sắp xếp. Gingrich, cựu Chủ tịch Hạ viện Mỹ, cũng được biết đến là người ủng hộ mạnh mẽ Giáo hội Thống nhất. Mặt khác, Kajikuri là chủ tịch của nhiều tổ chức liên kết với nhà thờ. Kajikuri được biết là đã mời Abe tham dự một hội nghị trực tuyến vào năm 2021 do một trong những người đứng đầu nhà thờ, Liên đoàn Hòa bình Toàn cầu tổ chức, và sự xuất hiện đặc biệt đó được coi là một trong những lý do chính khiến nạn nhân của nhà thờ, Yamagami Tetsuya, ám sát Abe vào tháng 7 năm 2022.

### Vụ ám sát bất thành

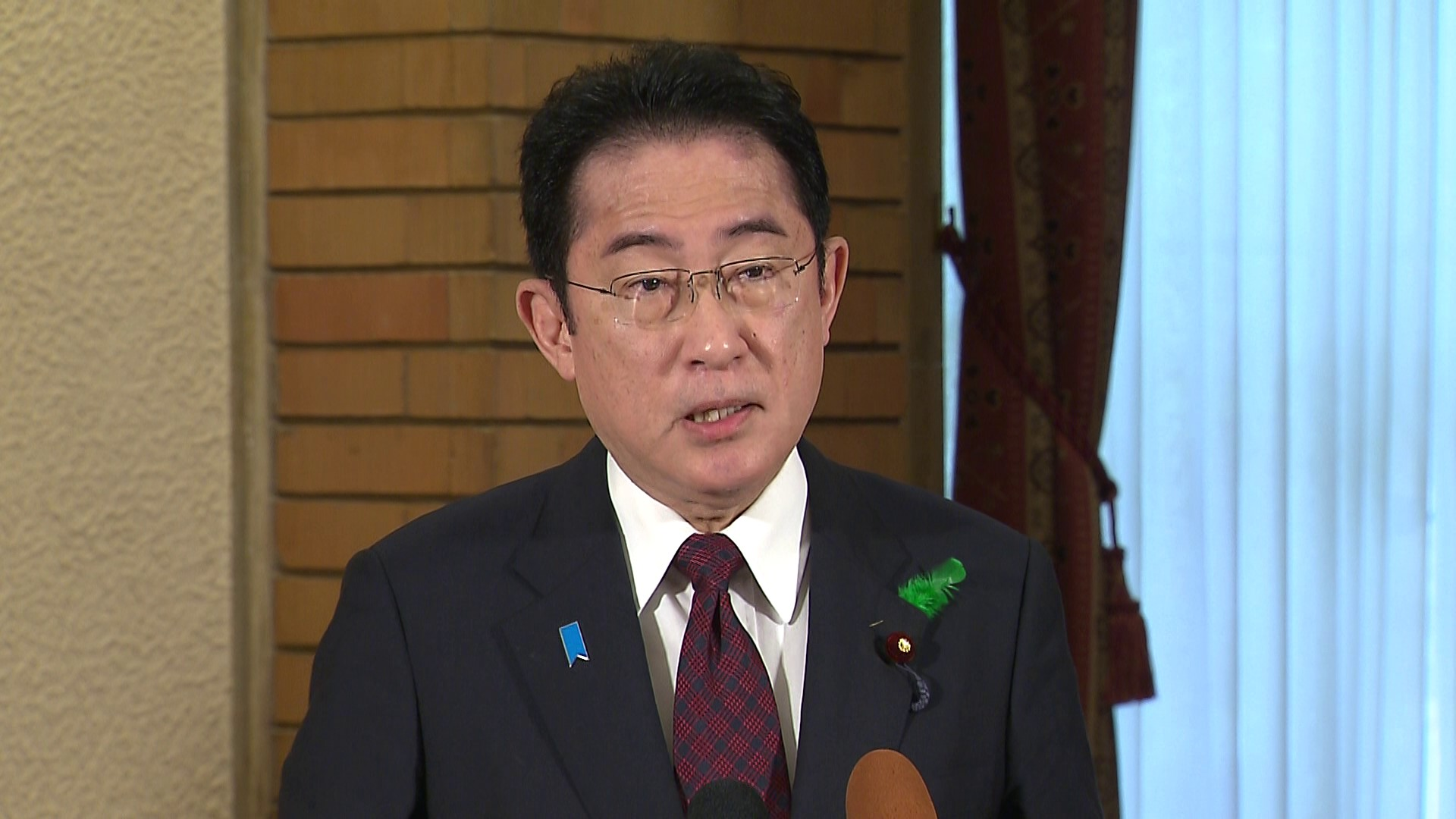
Kishida trong cuộc họp báo (một ngày sau vụ tấn công)

Vào ngày 15 tháng 4 năm 2023, một người đàn ông đã ném chất nổ hình trụ vào Kishida ngay trước khi anh ta chuẩn bị phát biểu trong chiến dịch tranh cử ở Wakayama. Thiết bị phát nổ sau một khoảng thời gian ngắn, trong đó Kishida được sơ tán khỏi hiện trường mà không hề hấn gì. Ryuji Kimura, một người đàn ông 24 tuổi ở tỉnh Hyogo, đã bị bắt tại hiện trường, với camera cho thấy anh ta đang cầm một vật thể hình trụ thứ hai khi anh ta bị đè xuống đất. Vụ việc xảy ra khi Kishida đang nói chuyện với một ứng cử viên của Đảng Dân chủ Tự do cầm quyền ngay trước bài phát biểu dự kiến của ông. Kishida ngay lập tức rời đi bằng ô tô sau vụ việc và tiếp tục bài phát biểu khó hiểu của mình ở nơi khác trong thành phố. Ông tuyên bố tại một sự kiện sau đó trong ngày rằng "các cuộc bầu cử là nền tảng của nền dân chủ", đồng thời nói thêm rằng việc bạo lực như vậy diễn ra là điều cực kỳ không thể tha thứ được. Kimura bị các công tố viên Wakayama truy tố vào ngày 7 tháng 9 năm 2023 vì tội cố ý giết người, cùng các tội danh khác.

### Chính sách ngoại giao

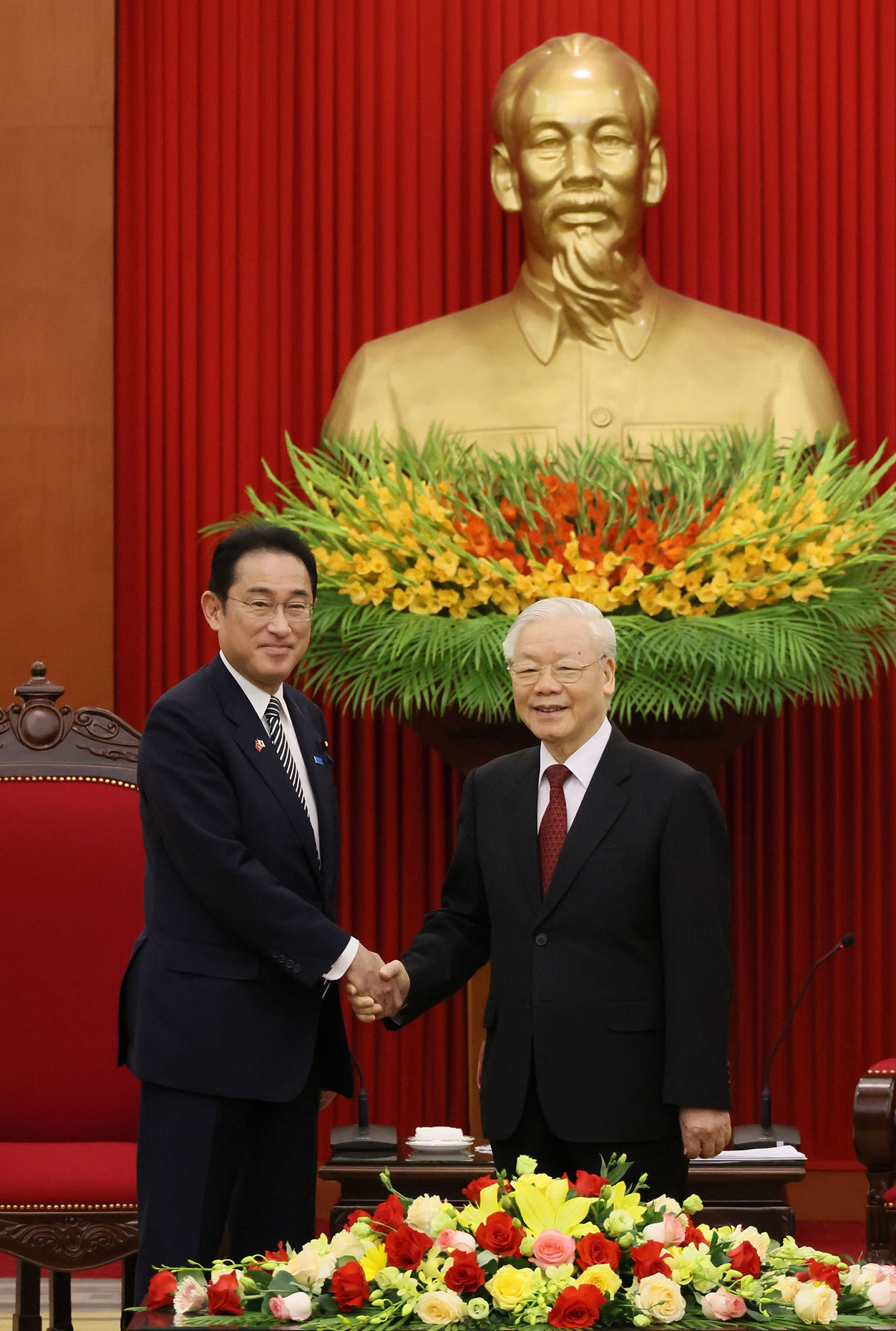
Kishida và Tổng Bí thư Nguyễn Phú Trọng tại Hà Nội, ngày 1 tháng 5 năm 2022

#### Nga và Ukraine
Vào ngày 24 tháng 2 năm 2022, sau khi bắt đầu Cuộc tấn công của Nga vào Ukraina, Kishida đã cùng với các nhà lãnh đạo khác của G7 áp đặt trừng phạt kinh tế trên Nga. Các biện pháp trừng phạt do Kishida đề xuất khắc nghiệt hơn nhiều so với các biện pháp trừng phạt phần lớn mang tính biểu tượng mà chính phủ của Abe Shinzō áp đặt lên Nga sau khi Nga sáp nhập Crimea năm 2014. Các nhà lãnh đạo Đảng Dân chủ Tự do lo ngại rằng phản ứng mờ nhạt của Nhật Bản đối với cuộc khủng hoảng Ukraine sẽ dẫn đến việc các đồng minh châu Âu của Nhật Bản thiếu sự ủng hộ trong trường hợp sự xâm lược tiềm tàng của Trung Quốc đối với Đài Loan.
Vào ngày 14 tháng 1 năm 2023, cựu Tổng thống Nga Dmitry Medvedev đã kêu gọi Kishida cam kết "seppuku" sau khi ông và Joe Biden cảnh báo Nga không được sử dụng vũ khí hạt nhân ở Ukraine.

#### Các nước G7
Theo nghị quyết này của nội các, Kishida bắt đầu chuyến công du 5 quốc gia với tất cả các thành viên của Nhóm G7 vào tháng 1 năm 2023. Lần đầu tiên Kishida gặp Tổng thống Pháp Emmanuel Macron vào ngày 9 tháng 1 năm 2023. Ngày hôm sau, ông gặp Thủ tướng Ý Giorgia Meloni và đồng ý về một 'quan hệ đối tác chiến lược'. Vào ngày 11 tháng 1 năm 2023, Kishida đã gặp Thủ tướng Anh Rishi Sunak tại London, nơi cả hai đã ký một hiệp ước phòng thủ chung lịch sử. Ngày hôm sau, Kishida đã gặp Thủ tướng Canada Justin Trudeau tại Ottawa để thảo luận về thương mại và các vấn đề khác. Ngày hôm sau, Vào ngày 13 tháng 1, Kishida đến thăm Tổng thống Hoa Kỳ Joe Biden tại Washington, D.C.; một ngày trước đó, Bộ trưởng Ngoại giao và Bộ trưởng Quốc phòng đã gặp gỡ những người đồng cấp Mỹ của họ, nơi họ khẳng định liên minh Nhật-Mỹ vẫn không thay đổi.

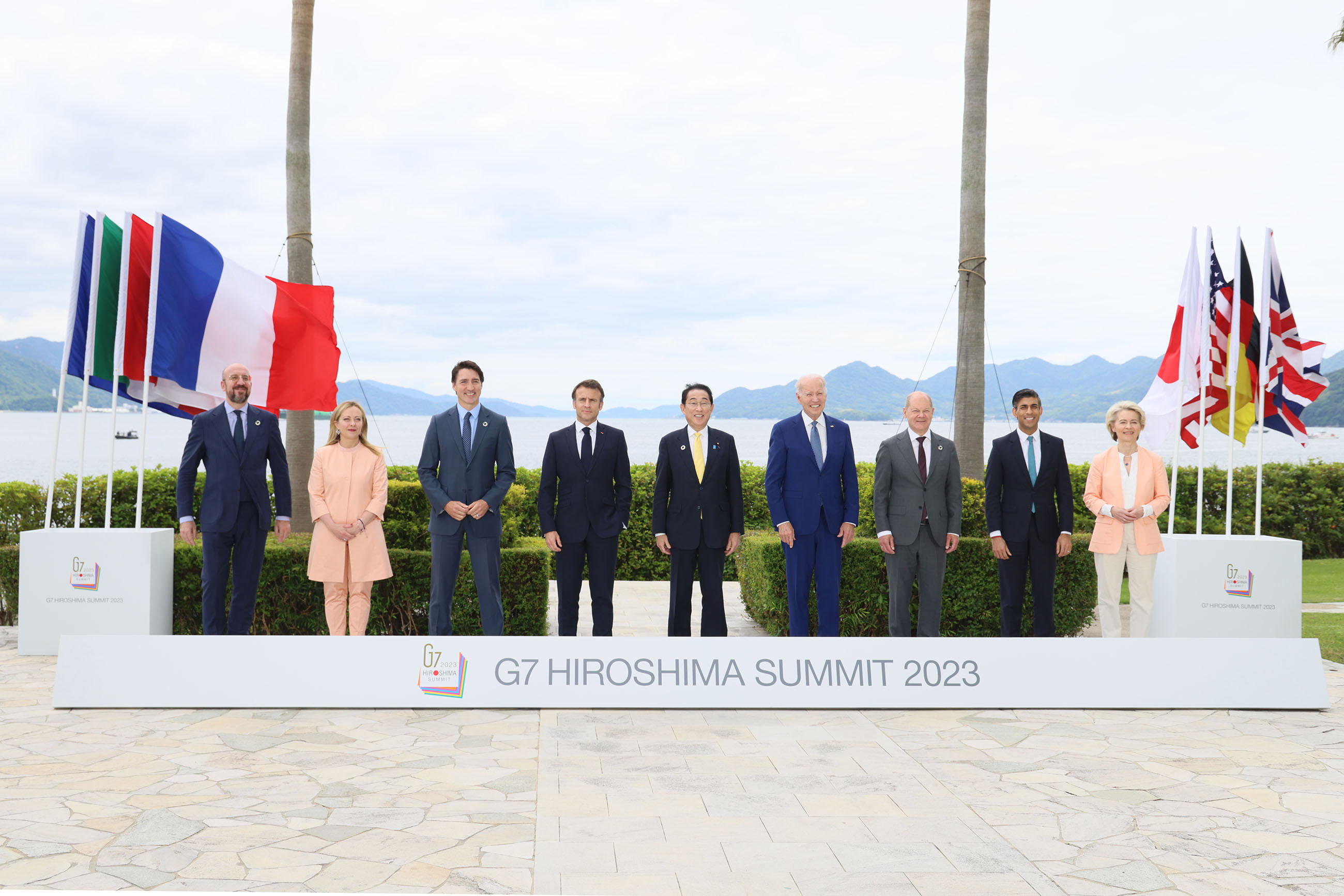
Kishida Fumio và các nhà lãnh đạo G7 tại Hiroshima

#### Hàn Quốc

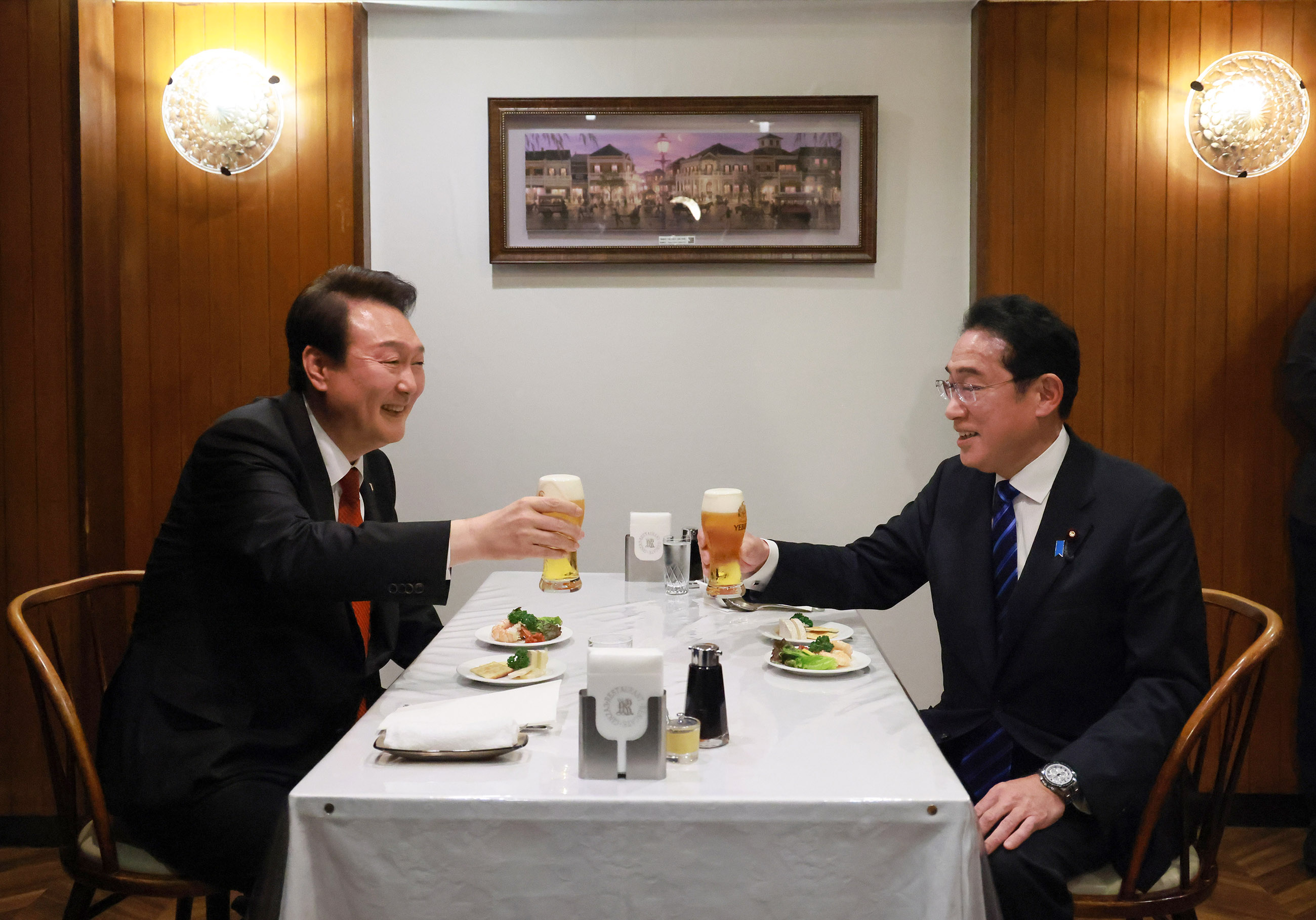
Kishida gặp tổng thống Hàn Quốc Yoon Suk Yeol năm 2023

Về quan hệ giữa Nhật Bản và Hàn Quốc, cả Kishida và Tổng thống Hàn Quốc Yoon Suk-yeol đã thực hiện các bước để hàn gắn và mở rộng quan hệ, đồng thời cố gắng giải quyết các vấn đề lịch sử xuất phát từ Chiến tranh thế giới thứ hai và Nhật Bản chiếm đóng Hàn Quốc. Trong nhận xét ngày 1 tháng 3 năm 2023, Yoon cho rằng Nhật Bản đã từ 'kẻ xâm lược trở thành đối tác'. Vào ngày 16 tháng 3 năm 2023, Kishida đã tổ chức hội nghị thượng đỉnh với Yoon tại Tokyo để giải quyết các tranh chấp lao động thời chiến, cùng các vấn đề khác.
Vào ngày 7 tháng 5 năm 2023, Kishida đến Seoul để thực hiện chuyến đi hai ngày tới Hàn Quốc. Đây là chuyến thăm lẫn nhau đầu tiên giữa lãnh đạo Nhật Bản và Hàn Quốc sau 12 năm. Trong chuyến thăm của mình, Yoon nói rằng các vấn đề lịch sử phải được "giải quyết hoàn toàn". Khi ở Seoul, Kishida bày tỏ sự đồng cảm với những người Hàn Quốc sống dưới Đế quốc Nhật Bản. Kishida bị một số người ở Hàn Quốc chỉ trích vì không trực tiếp xin lỗi trong cuộc họp. Tổng thống Mỹ Joe Biden ca ngợi cuộc gặp này, gọi đây là "chương mới mang tính đột phá trong hợp tác và đối tác" giữa hai nước.

### Bê bối chính trị
Vào tháng 2 năm 2023, Kishida đã sa thải một phụ tá sau khi người phụ tá này đưa ra những bình luận kỳ thị đồng tính trên phương tiện truyền thông địa phương. Theo báo cáo, cựu phụ tá Arai Masayoshi tuyên bố rằng người dân Nhật Bản sẽ chạy trốn khỏi đất nước nếu hôn nhân đồng giới được cho phép. Arai cũng tuyên bố rằng người Nhật không muốn các thành viên của cộng đồng LGBT là hàng xóm của họ.
Sau khi tin tức rò rỉ vào tháng 12 về vụ bê bối quỹ đen liên quan đến một số bộ trưởng và lãnh đạo đảng Abe, bao gồm Nishimura Yasutoshi và Hagiuda Kōichi, Kishida đã sa thải một số bộ trưởng có liên quan của chính mình trong vụ bê bối, bao gồm Nishimura cùng với Matsuno Hirokazu và một nhóm thành viên khác của phe Abe. Cùng với đó, các thành viên khác của phe này đã từ chức tại Hạ viện. Người ta tin rằng phe Abe đã giấu số tiền trị giá hơn 500 triệu yên trong 5 năm. Kishida cam kết sẽ "làm việc như một quả cầu lửa" để lấy lại niềm tin của công chúng sau khi tin tức được tung ra. Kishida cũng tuyên bố từ chức người đứng đầu Kōchikai và tuyên bố sẽ rời phe trong khi giữ chức vụ thủ tướng. Vào giữa tháng 1, có thông tin tiết lộ rằng phe của Kishida, Kōchikai, đã không tuyên bố quyên góp 30 triệu yên từ các đảng trong khoảng thời gian ba năm. Kishida nói với giới truyền thông rằng đó là kết quả của "sai sót văn thư". Kishida dự kiến sẽ không bị truy tố vì lỗi này.
Bất chấp niềm tin của công chúng lên tới 91% rằng LDP và Kishida sẽ không thực hiện bất kỳ thay đổi nào, Thủ tướng đã đưa ra một thông báo đầy kịch tính, tại đó ông cam kết giải tán phe phái của chính mình và tuyên bố ủng hộ việc giải thể các phe phái khác trong LDP. Phe Abe cũng theo sau ngay sau đó. Tuy nhiên, mặc dù vậy, xung đột vẫn còn, đặc biệt là với cựu Thủ tướng Asō Tarō, người trực tiếp thách thức việc Kishida muốn giải tán các nhóm còn lại trong đảng. Asō lãnh đạo Shikōkai, nhóm lớn thứ ba trong nhóm. Cả Aso và Tổng thư ký LDP Motegi Toshimitsu, hai người cuối cùng cố gắng giải tán các phe phái, cuối cùng đã tuyên bố ý định biến cả hai nhóm của họ thành nhóm chính sách vào cuối tháng 1.

### Từ chức

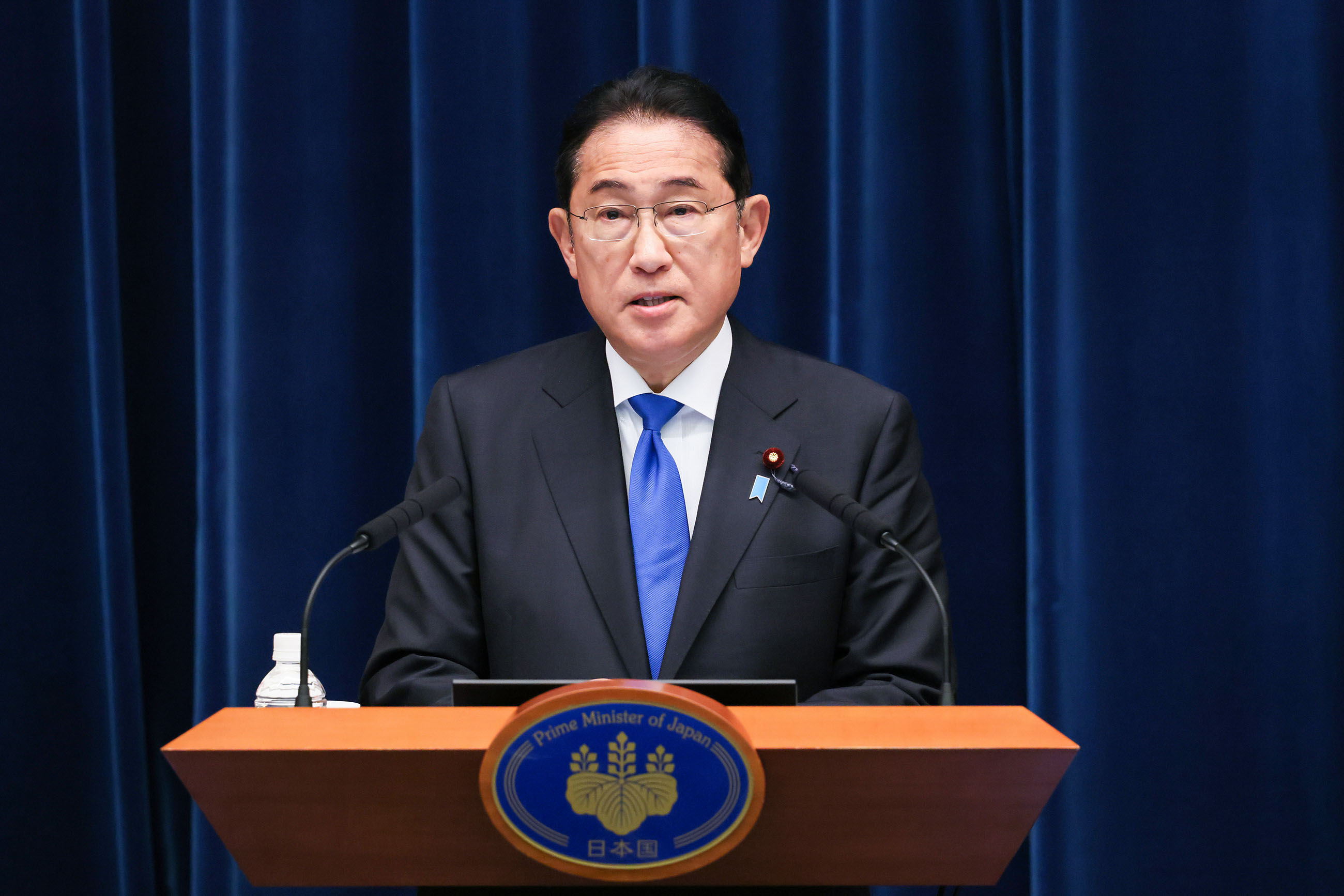
Thủ tướng Kishida trong buổi trả lời báo chí, tuyên bố không tái tranh cử Chủ tịch LDP

Vào ngày 14 tháng 8 năm 2024, Kishida tuyên bố rằng ông sẽ không còn tìm kiếm một nhiệm kỳ nữa với tư cách là chủ tịch của LDP trong cuộc bầu cử diễn ra vào tháng 9, điều này cũng sẽ chấm dứt nhiệm kỳ thủ tướng của ông. Kishida cho biết rằng ông rút lui để đảng có thể có một "cuộc thi công khai nhằm thúc đẩy tranh luận" và "cho mọi người thấy rằng LDP đang thay đổi".
Ngày 1 tháng 10 năm 2024, ông chính thức được Quốc hội phê chuẩn từ chức. Ishiba Shigeru lên kế nhiệm ông, trở thành Thủ tướng thứ 102 của Nhật Bản.

## Quan điểm chính trị

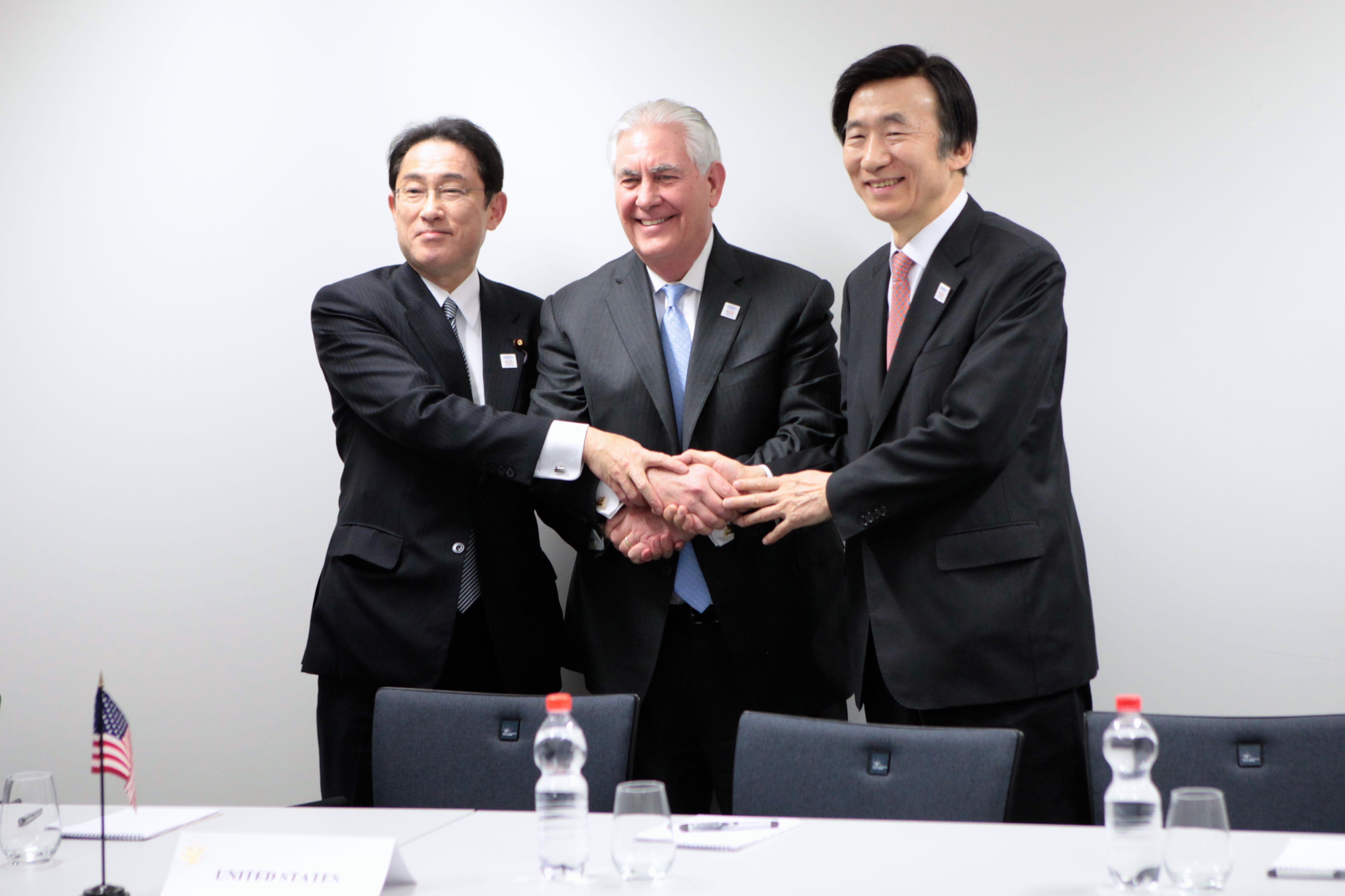
Kishida với Ngoại trưởng Hoa Kỳ Rex Tillerson và Ngoại trưởng Hàn Quốc Yun Byung-se, tháng 2 năm 2017

Kishida được coi là người ôn hòa trong chính sách đối ngoại và thờ ơ với việc sửa đổi hiến pháp theo chủ nghĩa hòa bình của Nhật Bản. Theo triết lý chính trị của phe mình, Kishida đã cam kết một "chính sách ngoại giao nhân đạo" dựa trên Hiến pháp Hòa bình, liên minh Mỹ-Nhật, và Lực lượng Phòng vệ và rằng ông sẽ tìm cách tăng cường sức mạnh cho Nhật Bản - Hoa Kỳ. quan hệ và để thúc đẩy chiến lược Ấn Độ Dương-Thái Bình Dương tự do và rộng mở (FOIP) trong khi đối trọng với sự quyết đoán chính trị và sự hiện diện quân sự của Trung Quốc trong khu vực.
Về ảnh hưởng của Trung Quốc đối với Đài Loan và Hồng Kông, Kishida đã tuyên bố rằng eo biển Đài Loan có thể là "vấn đề ngoại giao lớn tiếp theo" sau "sự đàn áp của Trung Quốc đối với Hồng Kông" và Nhật Bản nên tìm kiếm hợp tác nhiều hơn với Đài Loan.
Mặc dù là thủ lĩnh của phe ôn hòa Kōchikai, Kishida có liên kết với liên minh nghị viện của tổ chức dân tộc cấp tiến và bảo thủ Nippon Kaigi tương tự như nhiều nhà lập pháp LDP khác. Tuy nhiên, ông cũng được mô tả là một chính trị gia trung lập.
Trong Cuộc đua Chủ tịch LDP năm 2021, ông kêu gọi Nhật Bản phấn đấu cho một hình thức chủ nghĩa tư bản mới để giảm chênh lệch thu nhập, nói rằng chủ nghĩa tân tự do và bãi bỏ quy định đã mở rộng khoảng cách kinh tế trong xã hội. Trong một phiên họp quốc hội vào ngày 20 tháng 2 năm 2022, ông nhắc lại rằng lợi ích của tăng trưởng không nên thuộc về một nhóm hạn chế và nói thêm rằng "chủ nghĩa tư bản không bền vững trừ khi nó là thứ thuộc về tất cả các bên liên quan".
Kishida ủng hộ việc giữ lại công nghệ điện hạt nhân, thứ mà ông cho rằng nên được coi là một lựa chọn năng lượng sạch, đồng thời kêu gọi thành lập quỹ đại học trị giá 90,7 tỷ USD để tiếp tục kích thích khoa học và thúc đẩy năng lượng tái tạo.
Là đại diện của Hiroshima, Kishida luôn ủng hộ chính sách ngoại giao của Nhật Bản nhằm thúc đẩy việc không phổ biến vũ khí hạt nhân và giải trừ quân bị trong khuôn khổ của Hiệp ước không phổ biến vũ khí hạt nhân (NPT). Sau sự kiện Nga xâm lược Ukraine 2022, Kishida đã từ chối đề xuất của cựu Thủ tướng Abe Shinzō về việc Nhật Bản coi việc lưu trữ vũ khí hạt nhân của Hoa Kỳ như một biện pháp răn đe, gọi đó là "không thể chấp nhận được" do lập trường của nước này duy trì ba nguyên tắc phi hạt nhân.
Ông tuyên bố ủng hộ các cuộc thảo luận về việc cho phép các cặp vợ chồng Nhật Bản lựa chọn giữa họ thống nhất hoặc họ riêng biệt, trong khi nói về chủ đề hôn nhân đồng giới, Kishida đã tuyên bố rằng ông chưa đến mức phải chấp nhận nó, thay vào đó, ông nói rằng ý kiến của công chúng nên được hiểu rõ trước khi Quốc hội quyết định.
Vào năm 2017, khi giữ chức bộ trưởng ngoại giao, Kishida đã gây áp lực buộc Trung Quốc thúc đẩy Triều Tiên tiến tới phi hạt nhân hóa. Trong cuộc chạy đua giành vị trí lãnh đạo LDP, Kishida cũng đề cập đến vấn đề Người Nhật bị Triều Tiên bắt cóc và ủng hộ một hội nghị thượng đỉnh giữa Nhật Bản và Triều Tiên để chấm dứt vấn đề này. Kishida cũng có lập trường cứng rắn hơn so với các đối thủ khác về Trung Quốc và Triều Tiên, nói rằng Nhật Bản nên tăng cường khả năng phòng thủ, đồng thời nhận ra rằng có xung đột giữa chế độ độc tài và dân chủ trong khu vực, đặc biệt là về tình trạng của Đài Loan.

## Đời tư
Kishida thích món okonomiyaki kiểu Hiroshima do vợ ông Kishida Yuko chế biến. Họ kết hôn vào năm 1988, và có ba con trai. Trong một bài thuyết trình, Yuko được giới thiệu trong tin nhắn LDP ngay sau khi ông trở thành người được chỉ định làm Thủ tướng "de facto". Ông là một fan hâm mộ của bộ truyện tranh Kimetsu no Yaiba và đã cam kết hỗ trợ tài chính cho Ngành công nghiệp hoạt hình Nhật Bản trong thời gian ông thủ vai chính. Ông cũng là một fan hâm mộ của đội bóng chày Hiroshima Toyo Carp.